# پاندانوس آماریلیفولیوس
پاندانوس آماریلیفولیوس (نام علمی: Pandanus amaryllifolius) گیاهی است از سردهٔ کادی‌ها. پاندانوس آماریلیفولیوس به‌طور گسترده‌ای به عنوان یک طعم دهنده در پخت‌وپز در جنوب شرقی آسیا استفاده می‌شود و علت طعم ویژه این گیاه وجود پروتئین ۲-استیل-۱-پیررولین (به انگلیسی: Protein 2-Acetyl-1-pyrroline) در این گیاه می‌باشد.
این گیاه در طبیعت نادر است، اما به‌طور گسترده‌ای کشت می‌شود. این، گیاه سبز دارای برگ‌های بلند و باریک عمودی و تیغه مانند و ریشه هوایی چوبی است. این گیاه توانایی باروری ندارد و گل بر روی آن به ندرت رشد می‌کند، بنابراین این گیاه توسط قلمه زنی تکثیر و کشت می‌شود.
پاندانوس آماریلیفولیوس به شکل پودر شده برگ آن اغلب در آسیا و در مناطقی چون بنگلادش برای طعم و عطر بخشیدن به خوراک‌هایی چون بریانی و پلو استفاده می‌شود.